# GM1
O GM1 (monosialotetrahexosilgangliosídeo) é o gangliosídeo prototípico, um membro da série ganglionar dos gangliosídeos contendo um resíduo de ácido siálico. O GM1 possui importantes propriedades fisiológicas e afeta a plasticidade funcional e os mecanismos de reparação e libertação de neurotrofinas no cérebro. Para além do seu papel na fisiologia do cérebro, o GM1 atua como local de ligação para a toxina da cólera e enterotoxina termolábil da Escherichia coli (diarreia).

## GM1 e doenças congénitas
As galactosidases são enzimas que degradam o GM1, e a incapacidade de remover o GM1 resulta na gangliosidose do GM1. As gangliosidoses GM1 são doenças congénitas que destroem progressivamente neurónios no cérebro e na espinal medula à medida que o GM1 se acumula. Sem tratamento, isto resulta num declínio do desenvolvimento e fraqueza muscular, levando, em última análise, a um atraso grave e à morte.

## GM1 e doenças adquiridas
Os anticorpos contra GM1 estão aumentados na síndrome de Guillain-Barré, demência e lúpus, mas a sua função não é clara. Existem algumas evidências que sugerem que os anticorpos contra o GM1 estão associados a diarreia na síndrome de Guillain-Barré.

## GM1 e toxina da cólera
A bactéria Vibrio cholerae produz uma toxina multimérica denominada toxina da cólera. A toxina segregada liga-se à superfície das células da mucosa intestinal do hospedeiro, ligando-se aos gangliósidos GM1. O GM1 consiste num oligossacarídeo contendo ácido siálico ligado covalentemente a um lípido ceramida. A subunidade A1 desta toxina vai entrar nas células epiteliais intestinais com a ajuda da subunidade B através de um receptor que é o gangliosídeo GM1. Uma vez no interior, a subunidade A1 ADP ribosila a subunidade alfa Gs, o que impede a sua atividade GTPase. Este mantém-no no seu estado ativo e, portanto, estimula continuamente a adenilato ciclase. A atividade sustentada da adenilato ciclase resulta num aumento contínuo de  AMPc, o que provocará a perda de eletrólitos e água, provocando diarreia.